# برید بن معاویه عجلی
برید بن معاویه عجلی از اصحاب محمد باقر و جعفر صادق و از راویان حدیث شیعه بود که به جهت وثاقت جزو اصحاب اجماع محسوب می‌شود. وی از اهالی کوفه بود. او ۵۸ حدیث را مستقیم از از محمد باقر یا جعفر صادق و ۳۲ حدیث را از محمد بن مسلم روایت کرده‌است.
برید بن معاویه از علمای بزرگ شیعه است که محمد باقر دربارهٔ او (و ابو بصیر مرادی و محمد بن مسلم و زراره) گفته‌است که سزاوار بهشت هستند.
از جعفر صادق نقل شده که این چهار نفر حافظان دین و مورد اعتماد پدرم در حلال و حرام الهی هستند.